# Il Divo
Il Divo, xuất phát từ tiếng Ý nghĩa là "những nam danh ca", là một ban hợp ca đa quốc gia theo thể loại operatic pop hay còn gọi là pop-opera, được thành lập bởi ông bầu Simon Cowell, và hợp đồng với hãng nhạc Sony BMG. Il Divo bao gồm 4 ca sĩ là Carlos Marín, Urs Bühler, David Miller, và Sébastien Izambard.

## Lịch sử

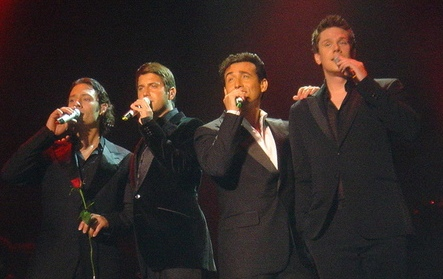
Il Divo biểu diễn tại Tokyo, tháng 1 năm 2007

Ý tưởng hình thành Il Divo đến với Cowell sau khi tham dự buổi trình diễn của Andrea Bocelli và Sarah Brightman, Con te partirò. Cảm thấy yêu thích thể loại nhạc cổ điển châu Âu này, ông đã quyết định thành lập một ban nhạc bốn người (các thành viên đến từ Tây Ban Nha, Thụy Sĩ, Pháp, và Hoa Kỳ), một cách mà ta từng biết đến ban nhạc cổ điển nổi tiếng The Three Tenors.
Simon Cowell đã mở một cuộc tìm kiếm trên toàn thế giới những ca sĩ trẻ, những người có thiện nguyện muốn tham gia Il Divo, và dự án này đã mất hai năm, từ năm 2001 đến tháng 12 năm 2003, khi mà thành viên thứ tư của Il Divo, ca sĩ tenor người Hoa Kỳ David Miller, gia nhập. Thành viên của Il Divo bao gồm ca sĩ opera chất giọng baritone nổi tiếng của Tây Ban Nha, Carlos Marín; hai ca sĩ tenor, Urs Bühler từ Thụy Sĩ và David Miller người Hoa Kỳ; cuối cùng là ca sĩ nhạc Pop người Pháp, Sébastien Izambard.
Il Divo hát bằng tiếng Anh, tiếng Ý, tiếng Tây Ban Nha, tiếng Pháp, và tiếng Latin. Il Divo đã được ghi danh là Most Multinational UK No.1 Album Group trong ấn bản năm 2006 của Guinness Book of World Records. Một ngôi sao ở chòm Ursa Major tại vị trí RA11h39m35.62s DEC+37.27479 MAG11.02. được mang tên "Il Divo" theo tên của nhóm nhạc này.
Lần sớm nhất Il Divo trình diễn trước công chúng là vào đêm chung kết cuộc thi Hoa hậu thế giới 2004 tại Trung Quốc, với bản Regresa A Mí, là phiên bản tiếng Tây Ban Nha bài hát nổi tiếng của Toni Braxton, "Unbreak My Heart". Vào ngày 25 tháng 4, 2007 Il Divo biểu diễn tại American Idol, là một trong những chiến dịch "Idol Gives Back" nhằm gây quỹ cho trẻ em tại Hoa Kỳ và châu Phi. Trong suốt show diễn đó, các nhà tài trợ của American Idol như Coca-Cola, AT&T và những người khác cũng quyên góp cho Charity Projects Entertainment Fund (CPEF) và những nhóm khác như Save the Children and America's Second Harvest.

### Khách mời của Barbra Streisand
Vừa hoàn thành buổi biểu diễn suốt sáu tháng tại Hoa Kỳ, Úc và châu Âu, Il Divo đã tham dự 20 buổi biểu diễn của Barbra Streisand, North American tour với vai trò là khách mời. "Streisand: The Tour" với Il Divo đã xếp hạng thứ hai trong các buổi biểu diễn của năm 2006, đạt đến doanh thu 92,5 triệu Mỹ kim.

### World Cup 2006
Vào ngày 9 tháng 6 năm 2006 Il Divo trình diễn bài hát chủ đề của 2006 FIFA World Cup, "The Time of Our Lives" với ca sĩ R&B Toni Braxton tại trận đấu khai mạc giữa Đức và Costa Rica and và trình diễn lại vào ngày 9 tháng 7 tại lễ bế mạc. Bài hát này có mặt trong album Voices và album của Toni Braxton, Libra, nhưng không có trong bất kì album chính thức nào của Il Divo.

### Chung kết Hoa hậu Thế giới Người Việt 2010
Nhóm nhạc Il Divo lần đầu tiên đến Việt Nam và tham gia biểu diễn tại Đêm chung kết Hoa hậu Thế giới người Việt 2010 tại Nha Trang .
- Sáng 19 tháng 8 đến sân bay Tân Sơn Nhất và có cuộc họp báo vào chiều cùng ngày tại Tp Hồ Chí Minh.
- Sáng 20 tháng 8 Il Divo bay ra Nha Trang để chuẩn bị cho tiết mục của mình.
- Đêm 21 tháng 8 trình diễn tại sân khấu nhạc nước Vinpearl, Nha Trang.
- Sáng 22 tháng 8 Il Divo rời Việt Nam.

## Các đĩa hát

### Il Divo(2004)
Quá trình ghi âm diễn ra trong suốt đầu năm 2004 tại Thụy Điển với nhà sản xuất Quiz & Larossi và tại Anh với nhà sản xuất Steve Mac. Album này bao gồm bản tiếng Tây Ban Nha của một bài hát rất nổi tiếng của Toni Braxton, "Unbreak My Heart" (Regresa A Mí); bài hát nguyên bản thứ hai "Mama"; bài hát của Sinatra "My Way" (A Mi Manera); một bài hát phỏng tác theo bản "Gabriel's Oboe" của Ennio Morricone từ bộ phim " The Mission (phim) ", mang tên "Nella Fantasia" và bài hát thắng cuộc từ 1994’s San Remo Festival, "Passerà".
Album này được xếp ở vị trí thứ nhất tại Amazon.com và BarnesandNoble.com sau khi được giới thiệu trên The Oprah Winfrey Show vào ngày 5 tháng 6, 2005, nới họ trình diễn bài "Regresa a Mi".
alleged
Tại Anh, album Il Divo đã gạt Robbie Williams ra khỏi vị trí số một tại bảng xếp hạng UK, Williams tuyên bố với Il Divo tại buổi giới thiệu phim "Bridget Jones: The Edge of Reason" rằng, "Họ là 4 tên ngố đã hất tôi khỏi vị trí số một!".
CD Bạch Kim này đã đứng vị trí thứ nhất trong các bảng xếp hạng của 13 quốc gia trên toàn thế giới, và nằm trong top 5 tại 25 nước.
| Quốc gia     | Xếp Loại           | Vị trí |
| UK           | Quadruple Platinum | #1     |
| Canada       | Triple Platinum    | #1     |
| Netherlands  | Triple Platinum    | #1     |
| Spain        | Triple Platinum    | #2     |
| Mexico       | Double Platinum    | #1     |
| Argentina    | Double Platinum    | #1     |
| Australia    | Double Platinum    | #1     |
| Portugal     | Double Platinum    | #2     |
| New Zealand  | Double Platinum    | #3     |
| USA          | Double Platinum    | #4     |
| Finland      | Platinum           | #1     |
| Sweden       | Platinum           | #1     |
| Belgium      | Platinum           | #3     |
| South Africa | Platinum           | #5     |
| Austria      | Gold               | #2     |
| Switzerland  | Gold               | #2     |
| France       | Gold               | #4     |
| Venezuela    | Gold               |        |

### Ancora(2005)
Được ghi âm tại Thụy Điển và London với Per Magnusson và David Kreuger, và được sản xuất bởi nhà ghi âm, sản xuất Steve Mac, cũng là người thực hiện cho Il Divo album đầu tiên. Phát hành vào ngày 7 tháng 11, 2005 tại Anh, và đạt hạng nhất tại Anh và Úc chỉ trong vòng hai tuần. Ancora được phát hành tại Hoa Kỳ vào ngày 24 tháng 1, 2006, và cũng xếp hạng nhất tại Billboard albums chart, tiêu thụ được hơn 150 000 bản tại tuần đầu tiên.
Điểm nổi bật của album là các bản "Isabel", "I Believe In You (Je Crois En Toi)", song ca với Céline Dion, bản tiếng Tây Ban Nha một bài hát của Secret Garden's "You Raise Me Up" (Por Ti Seré), và bản cover tiếng Tây Ban Nha một bài hát của Eric Carmen, "All by Myself". Hai bản trong CD phát hành tại Anh và Úc, "O Holy Night" và một bản nhạc của Schubert's, "Ave Maria", xuất hiện trong album phát hành vào năm 2005 riêng tại Hoa Kỳ, The Christmas Collection.
| Quốc gia     | Xếp Loại        | Vị trí |
| Australia    | Triple Platinum | #1     |
| Spain        | Triple Platinum | #1     |
| UK           | Triple Platinum | #1     |
| Portugal     | Double Platinum | #1     |
| Finland      | Platinum        | #1     |
| Mexico       | Platinum        | #1     |
| Sweden       | Platinum        | #1     |
| South Africa | Platinum        |        |
| Venezuela    | Platinum        |        |
| Argentina    | Gold            |        |
| USA          | Gold            | #1     |
| Canada       |                 | #1     |
| Colombia     |                 | #1     |
| Hong Kong    |                 | #1     |
| New Zealand  |                 | #1     |
| Slovenia     |                 | #1     |
| Taiwan       |                 | #1     |
| Netherlands  |                 | #2     |
| Switzerland  |                 | #4     |
| Germany      |                 | #18    |

### The Christmas Collection(2005)
Ghi âm vào năm 2005, là bộ sưu tập các bản nhạc Giáng Sinh.
| Quốc gia    | Xếp Loại        | Vị trí |
| Canada      | Double Platinum | #1     |
| USA         | Platinum        | #14    |
| Slovenia    |                 | #3     |
| Netherlands |                 | #4     |
| Sweden      |                 | #4     |
| Finland     |                 | #11    |
| Austria     |                 | #18    |

### Voices(2006)
Là tập hợp những bài hát phát hành vào dịp 2006 FIFA World Cup.
| Quốc gia    | Xếp Loại | Vị trí |
| Germany     |          | #1     |
| Switzerland |          | #8     |
| Norway      |          | #16    |
| Austria     |          | #24    |

### Siempre(2006)
Phát hành vào ngày 21 tháng 11, 2006 tại Hoa Kỳ và một tuần sau trên thế giới.Ba tuần sau khi phát hành, nó được xếp hạng nhất tại United World Chart, đứng trên Beatles, Eminem và U2, bán được hơn 472.000 bản trên toàn thế giới, là album đạt doanh số bán cao nhất trước kì nghỉ Giáng Sinh.
| Quốc gia               | Xếp Loại        | Vị trí |
| Spain                  | Triple Platinum | #1     |
| UK                     | Double Platinum | #1     |
| Australia              | Double Platinum | #2     |
| Mexico                 | Platinum        | #1     |
| Slovenia               | Platinum        | #1     |
| Portugal               | Platinum        | #3     |
| USA                    | Platinum        | #6     |
| Belgium                | Gold            | #2     |
| New Zealand            | Gold            | #3     |
| Argentina              | Gold            | #8     |
| Netherlands            |                 | #1     |
| Hong Kong              |                 | #1     |
| Singapore              |                 | #1     |
| South Korea            |                 | #1     |
| Switzerland            |                 | #1     |
| Thailand               |                 | #1     |
| Canada                 |                 | #2     |
| Finland                |                 | #2     |
| Norway                 |                 | #2     |
| Taiwan                 |                 | #2     |
| Venezuela              |                 | #2     |
| Ireland                |                 | #3     |
| Denmark                |                 | #4     |
| Sweden                 |                 | #4     |
| Japan (Foreign Artist) |                 | #8     |
| Austria                |                 | #9     |
| Colombia               |                 | #10    |
| France                 |                 | #10    |
| Germany                |                 | #22    |
| Italy                  |                 | #58    |

### The Promise(2008)
Album được phát hành trên toàn cầu vào ngày 10 tháng 11 năm 2008 và tại Hoa Kỳ và Canada được phát hành vào ngày 18 tháng 11, Ireland vào ngày 7 tháng 11, và Nhật Bản, vào ngày 26 tháng 11.
 Album đã đứng hạng nhất trên bảng xếp hạng tại Anh vào ngày 16 tháng 11. Album được sản xuất bởi Steve Mac.

## Music Videos
- "Unbreak My Heart (Regresa a mi)", quay tại Slovenia, 2004 (đạo diễn là Sharon Maguire) mov Lưu trữ ngày 29 tháng 5 năm 2008 tại Wayback Machine
- "Mama", quay tại Ý, 2005.
- "The Time of Our Lives", song ca với Toni Braxton, là bài hát chủ đề của FIFA World Cup, 2006 (đạo diễn là Nigel Dick).

## DVDs

### Mama
Il Divo phát hành "Mama" – The Video, bao gồm những đoạn phỏng vấn trong "Making of the Video", buổi ghi hình trực tiếp của "Mama – Live In New York", cộng thêm một album ảnh.

### Encore
Một buổi hòa nhạc "sống" ngoài trời (điều này đang được tranh luận có thật là Il Divo hát hay chỉ diễn điệu bộ theo nhạc) được quay tại Teatro Clásico, Mérida, Tây Ban Nha, 2005 và được phát hành thành DVD vào ngày 24 tháng 1, 2006. DVD có tám bản nhạc, bao gồm:
Concert
- Si Tu Me Amas
- Isabel
- O Holy Night
- Heroe
- All By Myself (Solo Otra Vez)

Extras
- Il Divo Revealed (documentary)
- Regresa A Mi (Unbreak My Heart) (Music video)
- Mama (Music video)

### Biểu diễn tại Đại hí viện Hy Lạp (Live at the Greek Theater)
DVD thứ hai của Il Divo, bao gồm buổi hòa nhạc thực trình diễn vào ngày 27 tháng 6, 2006 tại Đại hí viện Hy Lạp (Greek Theater) tại Los Angeles, California là một phần của chuyến lưu diễn vòng quanh thế giới World Tour 2006. DVD đã ghi hình lại tất cả bản nhạc đã nổi tiếng của nhóm, như bản "Regresa A Mi" đến "Mama", "Si Tu Me Amas" và "Rejoice". Il Divo cũng đã biểu diễn bản "Somewhere" trước đó để giới thiệu bộ phim West Side Story, nhưng không được phát hành.
Mục lục
- Regresa A Mi
- All By Myself (Solo Otra Vez)
- Passerà
- Isabel
- Nella Fantasia
- Rejoice
- Pour Que Tu M'aimes Encore
- I Believe In You (Je Crois En Toi)
- Unchained Melody (Senza Catene)
- Every Time I Look At You
- Si Tú Me Amas
- Feelings
- Mama
- Somewhere
- Hero
- My Way (A Mi Manera)

Cộng thêm
- The Time of our Lives (video) – trình diễn với Toni Braxton, là bài hát chủ đề của 2006 FIFA World Cup, được phát hành với tiếng Anh, Đức và bản Quốc tế.
- Bài phỏng vấn cá nhân về quá trình hình thành và phát triển của nhóm.

### Live at the Coliseum (2008)
DVD được phát hành tại Anh vào ngày 01 Tháng 12 năm 2008.
It features performances of: 
- Amazing Grace
- The Power Of Love (La Fuerza Mayor)
- Hallelujah (Alleluia)
- The Winner Takes It All (Va Todo Al Ganador)
- Adagio

Với một cuộc phỏng vấn 30 phút 'The Promise – Il Divo In Conversation'.

### An Evening With Il Divo - Live In Barcelona (2009)
CD/DVD Track Listing:

Disc 1: The CD

1. Regresa A Mi (Unbreak My Heart)

2. Unchained Melody (Senza Catene)

3. La Promessa

4. Adagio

5. Somewhere

6. Nights in White Satin (Notte Di Luce)

7. Without You

8. Aleluya

9. Amazing Grace

10. My Way (A Mi Manera)
Disc 2: The DVD

1. Somewhere

2. Unbreak My Heart (Regresa A Mi)

3. La Promessa
4. Angelina

5. Isabel

6. Bridge Over Troubled Water

7. She
8. Passera

9. Unchained Melody (Senza Catene)

10. Mama

11. Nights In White Satin (Notte Di Luce)

12. The Winner Takes It All (Va Toda Al Ganador)
13. Without You (Desde El Dia Que Te Fuiste)

14. Pour Que Tu M'Aimes Encore

15. Everytime I Look At You
16. Hallelujah (Aleluya)

17. Adagio
18. La Vida Sin Amor

19. Caruso
20. The Power Of Love (La Fuerza Mayor)

21. My Way (A Mi Manera)

22. Amazing Grace

23. The Impossible Dream

DVD Bonus: On Tour With Il Divo

## Sách, tài liệu

### Romancing The World (2005)
Tác giả: Allegra Rossi

Khổ: bìa cứng 256 trang

Ngày phát hành: 11 tháng 10 năm 2005

Nhà xuất bản: Orion 

ISBN 978-0-7528-7519-4

### Our Music, Our Journey, Our Words (2007)
Tác giả: Il Divo

Khổ: Bìa cứng 192 trang

Ngày phát hành: 9 tháng 6 năm 2007

Nhà xuất bản: Headline Book Publishing

ISBN 978-0-7553-1657-1